# Стана Катик
Стана Катич (на английски: Stana Katic /ˈstɑːnə ˈkætɨk/) е канадско-американска филмова и телевизионна актриса със сръбско-хърватски произход. Известна е с ролята си на инспектор Кейт Бекет от популярния сериал на ABC „Касъл“.

## Произход и образование
Родена е на 26 април 1978 г. в индустриалния град Хамилтън, Онтарио, Канада. Тя е дете на Петър и Рада Катич – сръбски емигранти от Хърватия, Югославия. За своя етнос тя заявява: „Родителите ми са сърби от Хърватия. Аз ги наричам далматинци...“. Баща ѝ е от Върлика, а майка ѝ е от околностите на Син. По-късно се местят в Аурора, Илинойс. Следващите няколко години тя прекарва в местене напред-назад между Канада и САЩ.
След дипломирането си в West Aurora High School през 1996 г. тя следва в Университета на Торонто, а след това в чикагския университет за драма „ДеПол“ (на английски: DePaul University), където тя учи актьорско майсторство между 2000 и 2002 г.
Тя има четирима братя и една сестра.

## Кариера
Стана участва като Хана Гителман в „Герои“, Колет Стенгър в „24“ и Джени във филма „Любовен пир“ с участието на Морган Фрийман. Тя също изпълнява ролята на Моргенщерн във филма на Франк Милър „The Spirit“, Корин Венау в Джеймс Бонд филма „Спектър на утехата“ и на Симоне Рениор в „Библиотекарят 3: Проклятието на бокала на Юда“.
През август 2008 г. ABC обявява придобиването на телевизионния сериал „Касъл“, с участието на Стана Катик като Кейт Бекет и Нейтън Филиън като Ричард Касъл.

## Филмография

### Филми
| Година | Заглавие                                      | Роля          | Бележки           |
| ------ | --------------------------------------------- | ------------- | ----------------- |
| 1999   | Acid Freaks                                   | Ани           |                   |
| 2003   | Shut-Eye                                      | Анджела       |                   |
| 2005   | Бой до смърт                                  | Мариана       |                   |
| 2006   | Faceless                                      | Даяна Палос   | Телевизионен филм |
| 2006   | Dragon Dynasty                                | Ава           | Телевизионен филм |
| 2007   | Любовен пир                                   | Джени         |                   |
| 2008   | Stiletto                                      | Райна         |                   |
| 2008   | Спектър на утехата                            | Корин Венау   |                   |
| 2008   | Библиотекарят 3: Проклятието на бокала на Юда | Симоне Рениор | Телевизионен филм |
| 2008   | The Spirit                                    | Моргенщерн    |                   |
| 2008   | Truth About Kerry                             | Ема           |                   |
| 2010   | Само за влюбени                               | София         |                   |
| 2011   | Двойна игра                                   | Амбър         |                   |
| 2013   | Биг Сур                                       | Ленор Кандел  |                   |
| 2013   | Кънтри, Блуграс и Блус (CBGB)                 | Женя Раван    | Пост-продукция    |
| 2013   | Супермен: Освободен                           | Лоис Лейн     | Глас              |

### Телевизия
| Година      | Заглавие                         | Роля                       | Бележки |
| ----------- | -------------------------------- | -------------------------- | --- |
| 2004        | ФБР инструктор                   | Мариела                    | „Bleak House“ (сезон 1: епизод 12) |
| 2004        | Наричана още                     | Стюардеса                  | „Facade“ (сезон 3: епизод 15) |
| 2004        | Координирани мерки: Лос Анджелес | Мириам Нелсън              | „Retribution“ (сезон 2: епизод 8) |
| 2004        | Щитът                            | Аля                        | „All In“ (сезон 3: епизод 14) „On Tilt“ (сезон 3: епизод 15) |
| 2004        | Военна прокуратура               | Люсиен Чармоли             | „This Just in from Baghdad“ (сезон 10: епизод 5) |
| 2005        | Разобличаване                    | Надя                       | „The Big Picture“ (сезон 1: епизод 3) |
| 2005        | Спешно отделение                 | Блер Колинс                | „Blame It on the Rain“ (сезон 12: епизод 4) „Wake Up“ (сезон 12: епизод 5) |
| 2006        | 24                               | Колет Стенгър              | „Day 5: 4:00 p.m.-5:00 p.m.“ (сезон 5: епизод 10) „Day 5: 7:00 p.m.-8:00 p.m.“ (сезон 5: епизод 13) „Day 5: 8:00 p.m.-9:00 p.m.“ (сезон 5: епизод 14) „Day 5: 9:00 p.m.-10:00 p.m.“ (сезон 5: епизод 15) |
| 2006        | Братя и сестри                   | Керън Уелс                 | „Patriarchy“ (сезон 1: епизод 1) |
| 2007        | Company Man                      | Дона Бейкър                | „Pilot“ (сезон 1: епизод 1) |
| 2007        | Герои                            | Хана Гителман              | „Unexpected“ (сезон 1: епизод 16) „Five Years Gone“ (сезон 1: епизод 20) |
| 2007        | От местопрестъплението: Маями    | Рита Съливан               | „Deep Freeze“ (сезон 6: епизод 5) |
| 2007        | Звеното                          | Специален агент Дебра Лейн | „Binary Explosion“ (сезон 3: епизод 9) |
| 2008        | Would Be Kings                   | Джулиана Мартинели         | Минисериал; 2 епизода |
| 2009 – 2016 | Касъл                            | Инспектор Кейт Бекет       | Главна роля Награда PRISM за най-добро представяне в драма епизод (заедно с Джон Хуертас) Наградата на TV Guide за любима двойка, която трябва (заедно с Нейтън Филиън) Наградата на TV Guide Award за любима ТВ двойка (заедно с Нейтън Филиън) Номинирана заНаграда Изборът на публиката за любима драматична ТВ актриса Номинирана за Наградата Satellite за най-добра актриса – Телевизионни драма-сериали |
| 2012        | Fletcher Drive                   | Грета                      | „The Intervention“ (сезон 1: епизод 1) |
| 2017        | Забравена                        | Емили Бърн                 | |

### Видеоигри
| Година | Заглавие            | Роля         | Бележки |
| ------ | ------------------- | ------------ | ------- |
| 2011   | Batman: Arkham City | Талия ал Гул | Глас    |